# Rebešovice
Rebešovice település Csehországban, a Brno-vidéki járásban. Rebešovice Popovice, Otmarov, Brno, Rajhradice és Rajhrad településekkel határos. Lakosainak száma 1098 fő (2024. január 1.).

## Népesség
A település lakosságának változását az alábbi diagram mutatja:
| Lakosok száma | 208  | 190  | 241  | 305  | 306  | 887  | 958  | 990  | 1087 | 1098 |
|               | 1869 | 1900 | 1921 | 1961 | 1980 | 2011 | 2016 | 2019 | 2021 | 2024 |